# Михалис Синакос
Миха̀лис Сина̀кос (на гръцки: Μιχάλης Σινάκος) е гръцки политик, лидер на Гръцката комунистическа партия (ГКП), участник в Съпротивителното движение по време на окупацията през Втората световна война, както и в Гражданската война.

## Биография
Синакос е роден в 1897 година в солунското градче Епаноми в заможно селско семейство. Като ученик става член на Федерацията на комунистическата младеж на Гърция. Участва и в селското синдикално движения и е председател на Федерацията на земеделските кооперации на Македония. Става член на ГКП.
През 1931 година, заради така наречените безпринципни фракционни борби, Комунистическият интернационал подменя ръководството на партията, и на Петия пленум на КПГ през януари 1934 година Синакос е избран за член на Централния комитет. През март 1934 година на Петия конгрес на партията членството му в ЦК е потвърдено, а на Шестия конгрес през декември 1935 година отново е избран за член на ЦК. Заминава за Москва и учи в Комунистическия университет на трудещите се от Изтока.
На Седмия конгрес на Комунистическия интернационал в Москва от 25 юли до 21 август 1935 година Синакос е част от делегацията на КПГ заедно със Стелиос Склавенас, Янис Йоанидис, Янис Михаилидис, Михалис Тиримос, Димитрис Сакарелос, Никос Плумбидис и Андрей Чипов.
Избран е за депутат от Солун на последните междувоенни избори в 1936 година от опозиционния Всенароден фронт, създаден от КПГ.
Играе водеща роля в Солунските стачки през пролетта на 1936 година, ликвидирани с кръв през май. През август 1936 година е арестуван. Минава през различни затвори, докато накрая е затворен в Акронавплия. Там е сред ръководителите на затворниците заедно с Йоанидис, Теос, Верверис и Чипов. По време на окупацията е прехвърлян в други затвори. Успява да избяга в края на 1943 година и се присъединява към Националения освободителен фронт на Гърция и отдела на КПГ за Македония-Тракия.
През 1944 година е избран за представител на Солун в Политическия комитет за национално освобождение – временното комунистическо гръцко правителство.
В периода на Гражданската война е член на Централния комитет на КПГ и се установява с ръководството на партията в Грамос. След поражението на Демократичната армия на Гърция през август 1949 година емигрира в Румъния, след това живее в различни други социалистически страни. Член е на ръководството на КПГ до Осмия конгрес на партията през 1961 година. Десетият конгрес през 1967 година го обявява за ветеран от партията. След установяването на демокрацията в Гърция, в 1976 година Синакос се връща в страната и се установява в Солун.
Умира на 13 ноември 1979 година и е погребан в гробището на Епаноми.